# Omán a 2020. évi nyári olimpiai játékokon
Omán a japán Tokióban megrendezett 2020. évi nyári olimpiai játékok egyik részt vevő nemzete volt. Az országot az olimpián 4 sportágban 5 sportoló képviselte, akik érmet nem szereztek.

## Atlétika
Férfi
| Versenyző                | Versenyszám | Selejtező | Selejtező | Selejtező | Előfutam | Előfutam | Előfutam | Elődöntő | Elődöntő | Elődöntő | Döntő   | Döntő    |
| Versenyző                | Versenyszám | Idő       | Hely.     | Össz.     | Idő      | Hely.    | Össz.    | Idő      | Hely.    | Össz.    | Idő     | Helyezés |
| ------------------------ | ----------- | --------- | --------- | --------- | -------- | -------- | -------- | -------- | -------- | -------- | ------- | -------- |
| Barakát Mubárak el-Hárti | 100 m       | 10,27     | 1.        | 1.        | 10,31    | 7.       | 40.      | kiesett  | kiesett  | kiesett  | kiesett | kiesett  |

Női
| Versenyző       | Versenyszám | Selejtező | Selejtező | Selejtező | Előfutam | Előfutam | Előfutam | Elődöntő | Elődöntő | Elődöntő | Döntő   | Döntő    |
| Versenyző       | Versenyszám | Idő       | Hely.     | Össz.     | Idő      | Hely.    | Össz.    | Idő      | Hely.    | Össz.    | Idő     | Helyezés |
| --------------- | ----------- | --------- | --------- | --------- | -------- | -------- | -------- | -------- | -------- | -------- | ------- | -------- |
| Mazoon Al-Alawi | 100 m       | 12,35     | 6.        | 14.*      | kiesett  | kiesett  | kiesett  | kiesett  | kiesett  | kiesett  | kiesett | kiesett  |

* - két másik versenyzővel azonos eredményt ért el

## Sportlövészet
Férfi
| Versenyző            | Versenyszám           | Selejtező | Selejtező | Döntő   | Döntő    |
| Versenyző            | Versenyszám           | Pont      | Helyezés  | Pont    | Helyezés |
| -------------------- | --------------------- | --------- | --------- | ------- | -------- |
| Hamed Said Al-Khatri | Sportpuska, összetett | 1148      | 35.       | kiesett | kiesett  |

## Súlyemelés
Férfi
| Versenyző        | Versenyszám | Szakítás | Szakítás | Lökés    | Lökés    | Összesen | Helyezés |
| Versenyző        | Versenyszám | Eredmény | Helyezés | Eredmény | Helyezés | Összesen | Helyezés |
| ---------------- | ----------- | -------- | -------- | -------- | -------- | -------- | -------- |
| Amur Al-Khanjari | 81 kg       | 140      | 13.      | 177      | 10.      | 317      | 10.      |

## Úszás
Férfi
| Versenyző     | Versenyszám | Előfutam | Előfutam | Előfutam | Elődöntő | Elődöntő | Elődöntő | Döntő   | Döntő    |
| Versenyző     | Versenyszám | Idő      | Hely.    | Össz.    | Idő      | Hely.    | Össz.    | Idő     | Helyezés |
| ------------- | ----------- | -------- | -------- | -------- | -------- | -------- | -------- | ------- | -------- |
| Issa Al-Adawi | 100 m gyors | 51,81    | 6.       | 53.      | kiesett  | kiesett  | kiesett  | kiesett | kiesett  |